# Neue Partei Daichi
Die Neue Partei Daichi (jap. 新党大地, Shintō Daichi, dt. etwa „Neue Partei ‚weites Land‘“; engl. New party DAICHI) ist eine in Japans nördlichster Präfektur Hokkaidō aktive regionale politische Partei bzw. im rechtlichen Sinne eine „politische Vereinigung“ (seiji dantai; siehe Politische Parteien in Japan – man kann gleichzeitig einer Partei und beliebig vielen politischen Vereinigungen angehören). Mit Takako Suzuki, Tochter des Parteivorsitzenden Muneo Suzuki, verfügt sie über ein Mitglied des Nationalparlaments, außerdem ist sie im Präfekturparlament und mehreren Gemeindeparlamenten in Hokkaidō vertreten.

## Als regionale Ein-Mann-Partei

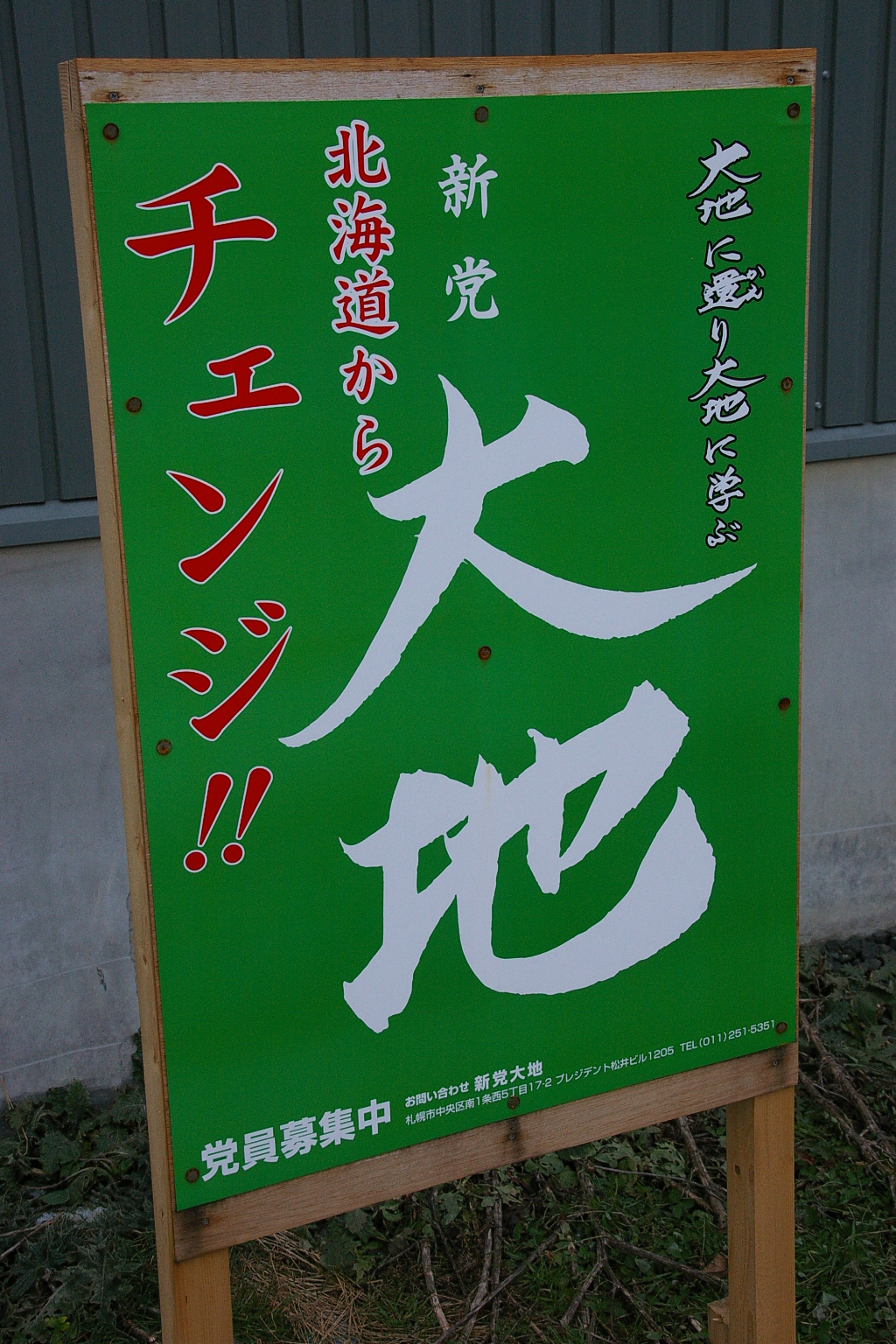
Wahlplakat 2009: „Von Hokkaidō aus Change!!“ (Hokkaidō kara chenji!!)

Die Neue Partei Daichi wurde vom ehemaligen LDP-Abgeordneten Muneo Suzuki aus Hokkaidō gegründet, der ihr Parteivorsitzender und nach der Unterhauswahl 2005 ihr einziger Abgeordneter im Unterhaus war. Nach dem Bericht zur staatlichen Parteienfinanzierung 2005 hatte sie 1490 Mitglieder.
Suzuki, unter Premierminister Keizō Obuchi stellvertretender Chefsekretär des Kabinetts, musste die LDP 2002 nach einem Korruptionsskandal unter anderem um das Haus der russisch-japanischen Freundschaft (Spitzname „Muneo House“) verlassen. 2005 gründete er die Shintō Daichi. Sie wendet sich gegen neoliberalistische Wirtschaftspolitik und tritt für die Autonomie Hokkaidōs und die Rechte der Ainu ein. Bei der Oberhauswahl 2007 war die Historikerin und Ainu-Aktivistin Kaori Tahara die Kandidatin der Neuen Partei Daichi für Hokkaidō, die jedoch trotz der Unterstützung der Demokraten und der Neuen Volkspartei nicht gewählt wurde. Bei der Unterhauswahl 2009 konnte Suzuki seinen Sitz über den Verhältniswahlblock Hokkaidō halten. Er schloss sich nach der Wahl der Fraktion der Demokratischen Partei an.
2010 wurde Suzukis Verurteilung wegen der Bestechungsskandale von Obersten Gerichtshof endgültig bestätigt und er trat seine Haft im Dezember 2010 an. Als Nachrücker ersetzte ihn Takahiro Asano im Parlament, Suzuki blieb aber Parteivorsitzender. Nach einem Jahr wurde Suzuki im Dezember 2011 auf Bewährung aus der Haft entlassen.

## Vorstoß in die landesweite Politik 2011/12
Im Dezember 2011, als mehrere Demokraten angesichts der vom Parteivorsitzenden Yoshihiko Noda angestrebten Mehrwertsteuererhöhung aus der Partei austraten und die Shintō Kizuna gründeten, formierte sich auch die Neue Partei Daichi neu. Gemeinsam mit mehreren ehemaligen Demokraten begründete sie Daichi – Wahre Demokratische Partei (大地・真民主党, Daichi – Shin-Minshutō). Einige Tage später wurde die Namensänderung in Shintō Daichi – Shin-Minshu (jap. 新党大地・真民主, „Neue Partei Daichi – Wahre Demokraten“ oder „…Demokratie“) beim Sōmushō eingereicht.

## Seit 2012
Im Januar 2012 löste Asano die Fraktionsgemeinschaft mit den Demokraten auf, die Partei bildete eine eigene Fraktion, stimmte aber zunächst mit der Regierungsmehrheit. Später nahm sie eine Oppositionshaltung zum Kabinett Noda ein. Im Herbst 2011 wurde die Partei wieder in Shintō Daichi umbenannt. Bei der Unterhauswahl 2012 kooperierte sie mit Ichirō Ozawas Zukunftspartei: Daichi nominierte nur in Hokkaidō Kandidaten, im Rest des Landes unterstützte sie die Kandidaten der Zukunftspartei. Sie gewann ein Verhältniswahlmandat im Block Hokkaidō, das zunächst Tomohiro Ishikawa einnahm. 2013 trat er zurück und wurde durch Takako Suzuki, Muneo Suzukis Tochter, als Nachrückerin ersetzt. Bei der gemeinsamen Wahlstrategie der Opposition in der Unterhauswahl 2014 trat Suzuki als Kandidatin der Demokratischen Partei an und wurde wiedergewählt, die Neue Partei Daichi nominierte keine eigenständigen Kandidaten.
Über die sich abzeichnende „Einheitsfront“strategie der Demokraten mit den Kommunisten für die Unterhausnachwahl im Wahlkreis Hokkaidō 5 im April 2016 zerwarf sich die Neue Partei Daichi mit den Demokraten. Takako Suzuki verließ Demokratische Partei und Fraktion und schloss sich im Herbst 2016 der LDP-Fraktion an.